# شینگو موریتا (بازیکن فوتبال، زاده ۲۰۰۱)
شینگو موریتا (ژاپنی: 森田 慎吾؛ زادهٔ ۹ ژوئیهٔ ۲۰۰۱) یک بازیکن فوتبال اهل ژاپن است.
از باشگاه‌هایی که در آن بازی کرده‌است می‌توان به باشگاه فوتبال توکیو اشاره کرد.